# Faronics
Die Faronics Corporation ist ein privat geführtes Softwareunternehmen mit Niederlassungen in Vancouver (British Columbia, Kanada), San Ramon (Kalifornien, USA), und Bracknell (Großbritannien). Die Produkte von Faronics finden vorwiegenden Einsatz in Bildungseinrichtungen, Bibliotheken, Gesundheitseinrichtungen und Behörden. Das Unternehmen beschäftigt über 100 Mitarbeiter.
Faronics wurde 1993 vom gegenwärtigen CEO Farid Ali gegründet und 1996 als Gesellschaft eingetragen. Das Unternehmen verkaufte ursprünglich Computerhardware und verlagerte seine Aktivitäten mit dem Erscheinen von Deep Freeze auf den Softwarebereich. Deep Freeze ist ein Dienstprogramm auf Betriebssystemkernebene, das bei jedem Boot-Vorgang sofort die ursprüngliche Konfiguration des Computers wiederherstellt. Seither ist Deep Freeze, das Teil des mehrschichtigen Sicherheitspakets von Faronics ist, im Bereich des K-12-Bildungswesens stark präsent.

## Produkte
Faronics entwickelt mehrere Softwareprodukte für Windows- und Mac-OS-X Betriebssysteme:

### Deep Freeze
Deep Freeze ist ein 1999 veröffentlichtes Dienstprogramm, das einen Computer bei jedem Neustart auf seine ursprüngliche Konfiguration zurücksetzt. Deep Freeze ist in zwei Windows-Versionen (Standard für Einzelrechner und Enterprise für Netzwerkcomputer) und einer Version für Mac OS X erhältlich (die Entwicklung einer Version für Novells SUSE Linux Enterprise Desktop (SLED) wurde 2010 eingestellt). Deep Freeze for Windows kann per Fernzugriff über die eigene Enterprise Console oder über Faronics Core verwaltet werden. Deep Freeze Mac kann mittels Apple Remote Desktop zentral für unterschiedliche Computerumgebungen verwaltet werden.
Deep Freeze ist als Treiber konzipiert, der auf der tiefen Betriebssystemebene die Integrität des Laufwerks sicherstellt. Dadurch, dass es auf dieser niedrigen Ebene arbeitet, ist Deep Freeze in der Lage, Daten, die auf dem Laufwerk gespeichert werden sollen, umzuleiten, sodass die Originaldaten unberührt bleiben. Auf die umgeleiteten Daten wird, nachdem der Computer neu gestartet wurde, nicht mehr verwiesen, sodass das System auf der Festplattensektorebene wiederhergestellt wird. Deep Freeze beeinträchtigt nicht das Computererlebnis des Benutzers.
Damit Deep Freeze die Konfiguration eines Computers schützen kann, muss das BIOS des Rechners passwortgeschützt und die Festplatte als erstes Boot-Laufwerk eingestellt sein.

### Anti-Executable
Das ursprünglich 2005 unter dem Namen „FreezeX“ veröffentlichte Anti-Executable ist eine Anwendungs-Whitelisting-Lösung, die nach der Erstinstallation eine Positivliste bestehend aus den auf einem Computer vorhandenen ausführbaren Dateien erstellt. Ist Anti-Executable aktiv, können unerwünschte ausführbare Dateien, die nicht in der Whitelist enthalten sind, nicht ausgeführt werden.
Anti-Executable ist in zwei Windows-Versionen (Standard für Einzelrechner und Enterprise für Netzwerkcomputer) erhältlich. Anti-Executable Enterprise kann per Fernzugriff über Faronics Core verwaltet werden.

### Faronics Anti-Virus
Die 2010 veröffentlichte Antivirensoftware für Windows kombiniert Antiviren-, Anti-Spyware- und Anti-Rootkit-Technologien. Faronics Anti-Virus arbeitet mit Deep Freeze zusammen, sodass Programmupdates durchgeführt werden können, ohne dass der Deep-Freeze-Schutz deaktiviert werden muss. Faronics Anti-Virus wird per Fernzugriff über Faronics Core verwaltet.

### Mehrschichtiger Sicherheitsansatz von Faronics
Das 2011 veröffentlichte IT-Sicherheitssoftwarepaket besteht aus Deep Freeze, Anti-Executable sowie Faronics Anti-Virus und verwendet eine Defense-in-Depth-Strategie, um Workstations zu schützen, wobei es eine Antivirensoftware mit der Whitelisting-Technologie und einer sofortigen Systemwiederherstellung kombiniert. Das Paket wird per Fernzugriff über Faronics Core verwaltet.

### Power Save
Das 2007 veröffentlicht Power Save bietet eine Energieverwaltungslösung zur Unterstützung von grünen IT-Initiativen und zu Einsparung von Stromkosten. Power Save überwacht die Computeraktivität, um sicherzustellen, dass die Arbeit mit den Computern nicht beeinträchtigt wird, und erstellt Berichte über die den Stromverbrauch betreffenden Einsparungen. Power Save ist sowohl für Windows als auch Mac OS X erhältlich. Power Save for Windows kann per Fernzugriff über Faronics Core verwaltet werden. Power Save Mac kann per Fernzugriff über Faronics Core überwacht und zentral mittels Apple Remote Desktop verwaltet werden.

### Insight
Mit dem 2007 veröffentlichten Computerverwaltungs- und Kollaborationstool können Lehrer von einem einzigen Computer aus unterrichten, unterstützen, überwachen, die Leistungen der Unterrichtsteilnehmer überprüfen und mit einer kompletten Klasse kommunizieren. Darüber hinaus können mit Insight Anwendungen und Internetaktivitäten der Workstations kontrolliert werden. Insight läuft auf Windows- und Mac-OS-X-Computern und wird per Fernzugriff über die zentrale Lehrerkonsole verwaltet.

### WINSelect
Das 1997 veröffentlichte WINSelect ist eine Lösung zur Verwaltung von Benutzerumgebungen, mit der IT-Administratoren die Betriebssystem- und Anwendungsfunktionalitäten eines Computers anpassen können, wie z. B. im Falle von öffentlich zugänglichen Rechnern, Kiosk-Computern, Bibliotheken, Bildungseinrichtungen oder Unternehmen. WINSelect ist in zwei Windows-Versionen (Standard für Einzelrechner und Enterprise für Netzwerkcomputer) erhältlich. WINSelect Enterprise wird per Fernzugriff über Faronics Core verwaltet.

### System Profiler
System Profiler ist eine IT-Asset-Management-Software, die es dem Benutzer erlaubt, eine detaillierte Inventarisierung sowohl der Hardware als auch der auf einer Workstation installierten Software durchzuführen und diese in Form einer Zusammenfassung oder eines Berichts auszugeben. System Profiler ist in zwei Windows-Versionen (Standard für Einzelrechner und Enterprise für Netzwerkcomputer) erhältlich. System Profiler Enterprise wird per Fernzugriff über Faronics Core verwaltet.

### Faronics Core
Ein 2009 veröffentlichtes Tool für die zentrale Verwaltung der Workstations, die bestimmte Softwareprodukte von Faronics einsetzen. Faronics Core verwendet die MMC3-Technologie (Microsoft Management Console), mit der bestimmte Workstation-Gruppen eingerichtet, softwarespezifische Aufgaben geplant und Berichte erstellt werden können. Mit Faronics Core können Anti-Virus, die Enterprise-Versionen von WINSelect, Anti-Executable und System Profiler sowie die Windows-Versionen von Deep Freeze und Power Save verwaltet werden. Computer mit installiertem Power Save Mac können zu Berichterstattungszwecken mit Faronics Core überwacht werden.

## Auszeichnungen
2011
Government Computer News – Beste FOSE-Lösung im Bereich Sicherheitssoftware 2011: Deep Freeze

2010

Technology & Learning – 2010 Awards of Excellence, Bestes Upgrade: Deep Freeze, Power Save und Faronics Insight

2009

Technology & Learning – 2009 Awards of Excellence, –Bestes Upgrade: Anti-Executable, Power Save und WINSelect

Scholastic Administr@tor – Bestes Technologieprodukt im Bereich Netzwerksicherheit 2009: WINSelect

2008

District Administration – Leserwahl der 100 Topprodukte des Jahres 2008: Deep Freeze

Technology & Learning – 2008 Awards of Excellence, Sieger im Bereich Legacy-Lösungen: Faronics Insight und Deep Freeze

2007

Technology & Learning – 2007 Awards of Excellence, Sieger im Bereich Legacy-Lösungen: Deep Freeze

2006

Macworld – 22nd jährliche Editors' Choice Awards: Deep Freeze Mac

Technology & Learning – 2006 Awards of Excellence, Sieger im Bereich Legacy-Lösungen: Deep Freeze

Sieger im Bereich Netzwerk- und Verwaltungssoftware bei der Leserwahl 2006 der eSchool News: Deep Freeze für Windows und Mac

2005

Media and Methods Magazine – Awards Portfolio 2005 Winner, Sieger im Bereich Computersicherheit: Deep Freeze Enterprise

2004

Technology & Learning – 2004 Awards of Excellence – Deep Freeze Enterprise

2003

Technology & Learning – 2003 Awards of Excellence, Sieger im Bereich Verwaltung und Sicherheit: Deep Freeze Professional

## Partnerschaften und Mitgliedschaften
Faronics wird von Energy Star und der Climate Savers Computing Initiative anerkannt, beteiligt sich am Novell PartnerNet, der LANDesk Solutions Alliance.
Darüber hinaus ist Faronics Mitglied der International Society for Technology in Education (ISTE), der EDUCAUSE, der British Columbia Technology Industry Association (BCTIA) des Consortium for School Networking (CoSN).